# Autovía Vigo-Frontera Portuguesa
La autovía Vigo-Frontera Portuguesa o A-55 es una autovía española que en la actualidad une las localidades de Vigo y Tuy en Pontevedra y continúa hasta la frontera con Portugal, donde enlaza con la A3 (Autoestrada do Entre-Douro-e-Minho).

## Trazado actual
Desde el centro urbano de Vigo (plaza de España), tomando la antigua ruta de la N-120 comienza oficialmente el trazado construido de la A-55 entre Vigo y Tuy y a su vez enlazándose en la frontera portuguesa con la A3 (IP1).
Atraviesa una zona de montaña consecuencia del desdoblamiento de la N-120 entre Vigo y Porriño donde se enlaza con la A-52 hacia Benavente. A partir de ahí usa un trazado paralelo a la de la N-550 hasta la frontera.
En 2010 se han hecho obras de mejora de la autovía entre el tramo de Porriño a la frontera con Portugal, que incluye una modificación de la entrada a Porriño Sur, así como colocar radares a lo largo de su recorrido.

## Tramos
| Denominación | Tramo                                                           | Kilómetros | Año servicio |
| ------------ | --------------------------------------------------------------- | ---------- | ------------ |
| A-55         | Sárdoma (Vigo) - Rebullón AP-9                                  | 5,1        | 1992         |
| A-55         | Rebullón AP-9 - Los Molinos (Mos)                               | 4,5        | 1992         |
| A-55         | Los Molinos (Mos) - Porriño Norte                               | 2,5        | 1993         |
| A-55         | Variante de Porriño Tramo: Porriño Norte - Porriño Sur          | 2,9        | 1992         |
| A-55         | Porriño Sur - O Cerquido Norte                                  | 4,5        | 1993         |
| A-55         | Variante de O Cerquido Tramo: O Cerquido Norte - O Cerquido Sur | 2          | 1993         |
| A-55         | O Cerquido Sur - Tuy Norte                                      | 2          | 1993         |
| E-1 A-55     | Variante de Tuy Tramo: Tuy Norte - Tuy Sur                      | 5,1        | 1992         |
| E-1 A-55     | Puente internacional sobre río Miño                             | 0,4        | 1993         |

## Salidas

### Tramo Vigo - Frontera Portuguesa (Tuy)
| Número de Salida              | Nombre de la Salida                                          | Carretera que enlaza                                                                       |
| ----------------------------- | ------------------------------------------------------------ | ------------------------------------------------------------------------------------------ |
|                               | Plaza de España (VIGO)                                       | Del km. 1 al 5 es una vía urbana con cruces a nivel, aunque tenga consideración de Autovía |
| 2                             | Naia - Sárdoma - Moledo                                      |                                                                                            |
| Sin número (solo sentido Tuy) | Bembrive - Beade                                             |                                                                                            |
| 3                             | Segade - Beade                                               |                                                                                            |
| 4                             | Bembrive - Segade - Beade                                    |                                                                                            |
| 5                             | Hospital Meixoeiro - Parque comercial                        |                                                                                            |
| 6                             | Universidad de Vigo - Cabral                                 |                                                                                            |
| 7/8                           | Pontevedra - Tuy                                             | Autopista del Atlántico AP-9                                                               |
| 9                             | Puxeiros                                                     |                                                                                            |
| 10                            | Mos                                                          |                                                                                            |
| 10B                           | Pousada (solo sentido Vigo)                                  |                                                                                            |
| 10A                           | Tameiga (solo sentido Vigo)                                  |                                                                                            |
| 12                            | A Rans Sanguiñeda                                            |                                                                                            |
| 13                            | Orense                                                       | Autovía de las Rías Bajas A-52                                                             |
| 14                            | Porriño                                                      | N-120                                                                                      |
| 17                            | Vigo - Tuy                                                   | Autopista del Atlántico AP-9                                                               |
| 18                            | Salceda - Salvatierra de Miño                                | PO-510 N-550                                                                               |
| 21                            | polígono industrial                                          | N-550                                                                                      |
| 22                            | O Casal                                                      | N-550                                                                                      |
| 23                            | Santa Comba                                                  | N-550                                                                                      |
| 24                            | As Gándaras                                                  | N-550                                                                                      |
| 26A                           | Tuy norte                                                    | N-550                                                                                      |
| 26B                           | Vigo - Tuy                                                   | Autopista del Atlántico AP-9                                                               |
| 29                            | Tuy oeste - Gondomar                                         | PO-340                                                                                     |
| 29A                           | Gondomar (solo sentido Vigo)                                 | PO-340                                                                                     |
| 29B                           | Tuy oeste (solo sentido Vigo)                                | PO-340                                                                                     |
| 30                            | Tuy sur - Pontevedra-Portugal                                | PO-552 N-551                                                                               |
|                               | Provincia de Pontevedra GALICIA Autovía Vigo-Tuy A-55        |                                                                                            |
|                               | Frontera España-Portugal                                     |                                                                                            |
|                               | Distrito de Viana do Castelo Autoestrada Oporto - Valença A3 |                                                                                            |